# Statos-Ajos Fotios
Statos-Ajos Fotios (gr. Στατός-Άγιος Φώτιος) – wieś w Republice Cypryjskiej, w dystrykcie Pafos. W 2011 roku liczyła 243 mieszkańców.